# Geirr Tveitt

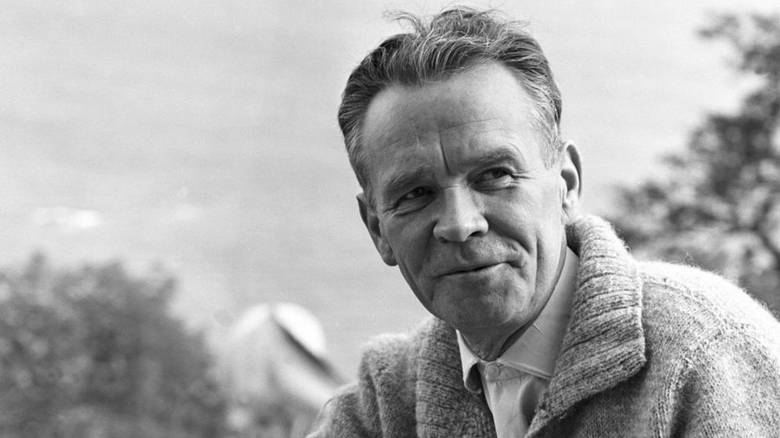
Geirr Tveitt

Geirr Tveitt (* 19. Oktober 1908 in Bergen; † 1. Februar 1981 in Oslo) war ein norwegischer Komponist und Pianist.

## Leben
Tveitt, der ursprünglich Nils mit Vornamen hieß und sich selbst später in Geirr umbenannte, kam schon in seiner Kindheit mit Musik, insbesondere der Volksmusik der norwegischen Bauern, in Berührung. Allerdings hatte der Vater für ihn den Beruf des Architekten vorgesehen, doch Tveitt, der schon in seiner Jugendzeit Klavier- und Violinunterricht erhalten hatte, begann im Jahre 1928 ein Musikstudium am Leipziger Konservatorium (u. a. bei Hermann Grabner). 1932 verließ er Leipzig und hielt sich bis 1935 in Wien, wo er bei Egon Wellesz studierte, und in Paris, wo Arthur Honegger und Heitor Villa-Lobos seine Lehrer waren, auf. Danach lebte er wieder in Norwegen und wählte ein altes Landhaus am Hardangerfjord zu seinem Hauptwohnsitz. Bis heute nur teilweise aufgearbeitet ist Tveitts Verhalten während der 1930er-Jahre als Mitglied des „Ragnarok-Kreises“ bzw. während der nationalsozialistischen Okkupation Norwegens als Mitarbeiter der mit den Besatzern kollaborierenden Nasjonal Samling unter der Führung von Vidkun Quisling. So wurde in dieser Zeit eigens für ihn die Funktion eines „statens musikkonsulent“ (staatlichen Musikkonsulenten) geschaffen, jedoch zog er sich 1942 aus dieser Funktion wieder zurück.
Ab 1960 war Tveitt beim Norwegischen Rundfunk tätig. Daneben wirkte er als Konzertpianist und Dirigent und unternahm Konzertreisen u. a. durch Frankreich und Nordafrika. Neben seiner Musikertätigkeit interessierte sich Tveitt für verschiedenste Sprachen und malte. Am 12. Juli 1970 kam es jedoch zu der großen Tragödie seines Lebens: sein Landhaus brannte bis auf die Grundmauern nieder, und etwa 80 % seiner zumeist ungedruckten Werke (d. h. 300 Kompositionen) wurden Opfer der Flammen. Danach erreichte Tveitt nie wieder seine frühere Produktivität und konnte sich bis zu seinem Tod von diesem schweren Schlag nicht mehr erholen.

## Stil
Tveitt orientierte sich in erster Linie an der norwegischen Folklore und war auch Sammler von über 1000 Volksliedern. Daher sind Melodik und Rhythmik seiner Werke eindeutig norwegisch geprägt. Seiner Musik liegen nahezu ausschließlich die alten Kirchentonarten zu Grunde, namentlich der für die Musik Norwegens besonders charakteristische lydische Modus mit erhöhter Quarte. Tveitt meinte sogar alle Kirchentonarten auf alte skandinavische Tonleitern zurückführen zu können, was er in seiner 1937 in Oslo veröffentlichten Studie Tonalitätstheorie des parallelen Leittonsystems publik machte. Auch die Harmonik seiner Werke weist „nordische“ Züge auf (etwa durch Elemente wie Quint- und Quartparallelen), doch hier wird auch der Einfluss des (französischen) Impressionismus deutlich, welcher sich auch in der Orchestration bemerkbar macht. Ein weiterer Bezugspunkt sind die russischen Komponisten, v. a. Sergei Rachmaninow, deren Bedeutung sich besonders im Klaviersatz niederschlägt. Insgesamt betrachtet ist Tveitt ein relativ konservativer Komponist, der für die musikalischen Neuerungen des 20. Jahrhunderts wenig Verständnis aufbrachte. Dissonanzen setzt er vor allem ein, um bestimmte Farben und Stimmungen zu erzeugen. Daher verwundert es nicht, dass sein viertes Klavierkonzert, das das Polarlicht musikalisch illustriert, zu seinen modernsten Werken gehört, während das fünfte Klavierkonzert, das kein Programm besitzt, viel konservativer ist. Seine Werke überzeugen jedoch durch ihre natürliche Frische und Vitalität, Urwüchsigkeit und Klangfarbenreichtum. Problematisch ist teilweise die Quellenlage bei seinen Werken, da einige Kompositionen, die im Feuer verloren gegangen sind, auf Basis von Rundfunkaufnahmen rekonstruiert werden müssen, was dadurch umso schwerer wird, dass Tveitt seine Werke ständig überarbeitete und daher häufig mehrere Versionen überliefert sind.

## Werke
- Orchesterwerke
  - Sinfonie Nr. 1 op. 183 Heiligabend (1958)
  - 100 Volkslieder aus Hardanger op. 151 in Form von 6 Suiten, davon erhalten Nr. 1, 2, 4 und 5
  - Prillar in G, sinfonische Dichtung op. 8 (1931)
  - Nykken (Die Wassernixe), sinfonisches Bild op. 187 (1956)
  - Baldurs draumar (Baldurs Träume), Ballett (1938, im Zweiten Weltkrieg verloren gegangen)
  - Sonnengott-Sinfonie op. 81 nach dem Ballett Bardurs draumar (1958)
- Konzerte
  - Klavierkonzert Nr. 1 F-Dur op. 1 (1927/28)
  - Klavierkonzert Nr. 2 Es-Dur in einem Satz Hommage à Ravel (um 1930, verschollen)
  - Klavierkonzert Nr. 3 op. 126 Hommage à Brahms (1932, rev. 1947)
  - Klavierkonzert Nr. 4 op. 130 Aurora borealis (1947)
  - Klavierkonzert Nr. 5 op. 156 (1950–54)
  - Klavierkonzert Nr. 6 (Ende 1960er Jahre, verschollen)
  - Variationen über ein Volkslied aus Hardanger für zwei Klaviere und Orchester (1937)
  - Harfenkonzert Nr. 2 op. 170 Concerto eroico (1957)
  - Konzert für Hardangerfiedel und Orchester Nr. 1 op. 163 (1955)
  - Konzert für Hardangerfiedel und Orchester Nr. 2 op. 252 Drei Fjorde (1965)
- Vokalmusik
  - Jeppe, Oper op. 250 (1966)
  - Telemarkin, Kantate für Sprecher, Mezzosopran, Hardangerfidel und Orchester (1974)
  - Lieder
- Kammer- und Klaviermusik
  - Streichquartett (1935)
  - Klaviersonaten, u. a.
    - Nr. 20 op. 139
    - Nr. 29 op. 129 Sonata etere (1947)
    - Nr. 32 Hommage à Harald Heide (verschollen)

  - 12 zweistimmige Inventionen op. 2 (1928–30)
  - 50 Volksweisen aus Hardanger op. 150 (1942–53)
  - Frå ei reisedagbok (1960)

Anmerkung: Diese Liste umfasst nur erhaltene Werke. Auf Grund der schwierigen Quellenlage erhebt sie keinen Anspruch auf Vollständigkeit und Genauigkeit. Ohnehin sind fast nur Werke aufgeführt, die derzeit auf CD erhältlich sind, da über andere Werke (fast) keine Informationen erhältlich sind.

## Diskografie
- Gunilla Süssmann und Havard Gimse: Piano Konzert Nr. 4, Royal Scottish National Orchestra, Leitung: Bjarte Engeset, 2002. Naxos
- 100 Volkslieder aus Hardanger op. 151, Suiten Nr. 4 und 5, Stavanger Symphony Orchestra, Leitung: Ole Kristian Ruud, 2003. BIS[3]